# Ranville-Breuillaud
Ranville-Breuillaud település Franciaországban, Charente megyében. Lakosainak száma 164 fő (2022. január 1.). Ranville-Breuillaud Barbezières, Verdille, Bazauges, Beauvais-sur-Matha, Bresdon, Chives és Fontaine-Chalendray községekkel határos.

## Népesség
A település népessége az elmúlt években az alábbi módon változott:
| Lakosok száma | 240  | 193  | 180  | 180  | 188  | 186  | 176  | 175  | 177  | 164  |
|               | 1968 | 1982 | 1990 | 2006 | 2013 | 2015 | 2017 | 2019 | 2020 | 2022 |